# Gorjana Gjurić
Gorjana Gjurić (Zagreb, 26. prosinca 1946. – Zagreb, 18. ožujka 2018.) bila je pedijatrica i društvena aktivistica. Najveći dio radnog vijeka provela  u Klinici za pedijatriju Kliničkog bolničkog centra Zagreb. Objavila je 120 znanstvenih i stručnih radova iz područja neonatologije, intenzivnog liječenja i prirođenih metaboličkih bolesti te iz područja bioetike i prava djeteta.

## Životopis
U Zagrebu je završila osnovno i srednjoškolsko obrazovanje i Medicinski fakultet Sveučilišta u Zagrebu (generacija 1965.-'70.).  Magistrirala je 1981. godine, a doktorirala 1985. godine.
Nakon obaveznog staža specijalizirala je pedijatriju u tadašnjoj Klinici za pedijatriju Kliničke bolnice „Dr. M.  Stojanović”, danas KBC Sestre milosrdnice, a zatim u Klinici za dječje bolesti KBC Zagreb. Specijalistički ispit iz pedijatrije položila je u veljači 1977.
Od 1977. do 1985. i od 1990 do 1991. radila kao odjelna pedijatrica u Zavodu za metaboličke bolesti Klinike za dječje bolesti KBC Zagreb. Od 1985. do 1990. bila je predsjednica Kolegijalno-poslovodnog organa tadašnjeg OOUR-a Klinike za dječje bolesti Medicinskog fakulteta i KBC Zagreb. Od srpnja 1991. do travnja 1994. bila je v.d. voditelja Zavoda za neonatologiju i intenzivno liječenje Klinike za pedijatriju u KBC Zagreb.[nedostaje izvor]
Stručni rad obuhvaćao je razne aspekte patologije dojenčadi i novorođenčadi s težištem na prirođenim bolestima metabolizma i intenzivnom liječenju i njeziživotno ugrožene djece. 
Sudjelovala je u organiziranju i razvijanju programa sustavnog traganja i ranog otkrivanja i liječenja fenilketonurije i konatalne hipotireoze u novorođenčadi Zagreba i Hrvatske i u organiziranju i unapređenju intenzivnog liječenja novorođenčadi i starije djece. Bavila se problemima bioetike u pedijatriji-neonatologiji, zlostavljanja djece i pravima djece u bolnici.
Stručno se usavršavala u više sveučilišnih pedijatrijskih klinika u inozemstvu: 1983. u Heidelbergu, 1983. i 1992. u Mainzu te 1989. u Sjedinjenim Američkim Državama u Women's Hospital i Children's Hospital of LA.

## Inicijativa liječnika/caza reguliranje prava na priziv savjesti u medicini
Gjurić je 2014. godine s ginekologinjom Jasenkom Grujić i ginekologom i dr. sc. Dubravkom Lepušićem pokrenula neformalnu Inicijativu liječnika/ca za reguliranje prava na priziv savjesti u medicini. Inicijativa se pozivala na istraživanje koje je provela Pravobraniteljica za ravnopravnost spolova, prema kojoj se 58,8% ginekologa u javnozdravstvenom sustavu pozivalo na priziv savjesti u postupcima prekida trudnoće.
Inicijativa je predlagala donošenje Zakona o pravu na priziv savjesti u medicini koji bi uredio pravo poziva na priziv savjesti u zdravstvenoj djelatnosti. 

## Radovi
- „Trideset godina novorođenačkog skrininga u Hrvatskoj- rezultati i perspektive”, 2008. (suautor)[3]
- Pedijatrija, 2000. (suautor)[4]
- „Pregled otrovanja djece u petogodišnjem razdoblju”, 1996. (suautor)[5]

## Vanjske poveznice
- Centar za edukaciju, savjetovanje i istraživanje